# San Jerónimo Silacayoapilla
San Jerónimo Silacayoapilla è un comune del Messico, situato nello stato di Oaxaca.